# Andrij Schtoharenko
Andrij Jakowytsch Schtoharenko (ukrainisch Андрій Якович Штогаренко, russisch Андрей Яковлевич Штогаре́нко; * 15. Oktober 1902 in Nowi Kodaky; † 15. November 1992 in Kiew) war ein ukrainischer Komponist und Hochschullehrer.

## Leben
Geboren als Sohn eines Drehers im ukrainischen Dorf Nowi Kodaky (heute zu Dnipro gehörig), wurde Andrij Schtoharenko schon als Kind durch seine Familie mit der ukrainischen Volksmusik vertraut. 1921–1930 arbeitete er als Gesangslehrer an Mittelschulen. Selbst ein ausgebildeter Bajan-Spieler, gründete er 1926 ein Bajanensemble, mit dem er bis 1930 auftrat. 1936 schloss er ein Musikstudium am Charkiwer Konservatorium bei Semjon Bogatyrjow ab. Bis zum Beginn des Deutsch-Sowjetischen Krieges 1941 blieb er in Charkiw. In der Folge wurde er gemeinsam mit anderen sowjetischen Künstlern nach Alma-Ata und später Aşgabat evakuiert. Dem sowjetischen politischen System verbunden, trat er 1944 der Staatspartei KPdSU bei, was entscheidenden günstigen Einfluss auf seine berufliche Laufbahn innerhalb der Sowjetunion hatte. Ab 1954 lehrte er am Konservatorium Kiew. 1960 wurde er dort Professor und 1968 dessen Rektor, 1968–1990 leitete er die Kompositionsabteilung. Ebenfalls 1968 übernahm er die Leitung der Union der Komponisten der Ukraine.
Auch in seinen Werken stand Schtoharenko der staatlichen Ideologie nahe. In seiner auf der ukrainischen und russischen Tradition fußenden Musik widmete er sich oft ukrainischen Themen, im Speziellen auch solchen, in denen die Geschichte und Errungenschaften des Kommunismus glorifiziert wurden. Manche Inhalte beziehen sich auf Ereignisse des Zweiten Weltkriegs und den Sieg über das nationalsozialistische Deutschland. Dementsprechend erhielt er für seine Arbeit einige der höchsten Auszeichnungen der UdSSR, darunter den Stalin-Preis (1946, 1952), den Lenin-Orden (1960, 1982), den Titel eines „Volkskünstlers der UdSSR“ (1972) sowie den  Taras-Schewtschenko-Preis (1974), allerdings wurde sein Œuvre zu seinen Lebzeiten und bis zur Auflösung der Sowjetunion im Ausland kaum wahrgenommen. Andrij Schtoharenko war mit der ukrainischen Pianistin Ariadna Lysenko (1921–2021) verheiratet, einer Enkelin des Komponisten Mykola Lysenko. Schtoharenko starb am 15. November 1992 in Kiew und wurde auf dem dortigen Baikowe-Friedhof beigesetzt.

## Werke (Auswahl)

### Gesangsstimme(n) und Orchester
- Über die Kanalarbeiten. Ballade für Soli, gemischten Chor und Orchester (1936)
- Das Schicksal des Mädchens. Suite für Singstimme und Orchester (1937)
- Meine Ukraine. Sinfonie-Kantate Nr. 1 nach Texten von Andrij Malyschko und Maksym Rylskyj für Soli, Chor und Orchester (1942–1943)
- Russland. Vokalsinfonische Dichtung für Bariton, gemischten Chor und Orchester (1950)
- Lyrische Ode an den Oktober für Frauenchor und Orchester (1957)
- Über unvergessliche Menschen. Drei vokalsinfonische Balladen (1967)
  - Geschichte vom unbekannten Soldaten
  - Die Geige des Marschalls
  - Теркин, добрый малый (nach dem Gedicht von Alexander Twardowski)[2]
- Auf den Straßen des Oktober. Oratorium (1967)
- Wege des Oktober. Vokalsinfonischer Roman (1977)

### Orchester
- 6 Sinfonien (1942/1943; 1965; 1972; 1973; 1976; 1978)[3]
- Vier sinfonische Erzählungen (1947)
- In Erinnerung an Lessja Ukrajinka. Suite (1951)
- Marsch-Ouvertüre über ein Thema von Mykola Lyssenko (1959)
- Jugendgedicht (1959)

### Instrumentalkonzert
- Divertissement für Flöte und Streichorchester (1957)
- Partisanen-Bilder für Klavier und Orchester (1957)
- Konzert für Violine und Orchester (1971)
- Concertino für Violine und Orchester (1972)
- Concertino für Klavier und Orchester (1973)
- Sinfonische Tänze für Klavier und Orchester (1980)

### Duo und Kammermusik
- Streichquartett (1935)
- Streichquartett „Armenische Skizzen“ (1960)[4]
- Jugendtrio für Violine, Violoncello und Klavier (1961)
- Ballade und Scherzhafter Marsch für Violoncello und Klavier (1963)
- Vier ukrainische Tänze für Violine und Klavier (1970)

### Instrument solo
- Marsch zur Inbetriebnahme von DniproHES für Bajan (1933)
- Zwei ukrainische Tänze für Bajan (1950)
- Fantasie für Violine (1960)
- Bilder für Klavier (1970)
- Etüden-Bilder für Klavier (1978)